# Shangó (álbum)
Shangó é o décimo segundo álbum de estúdio da banda americana Santana. Foi lançado em abril de 1981 e chegou a 22ª posição nas paradas da Billboard.

## Faixas
| N.º | Título                                 | Música                                                                 | Duração |  |
| 1.  | "The Nile"                             | Santana, Ligertwood, Rolie                                             | 4:57    |  |
| 2.  | "Hold On"                              | Thomas                                                                 | 4:33    |  |
| 3.  | "Night Hunting Time"                   | Brady                                                                  | 4:43    |  |
| 4.  | "Nowhere to Run"                       | Ballard                                                                | 4:01    |  |
| 5.  | "Nueva York"                           | Santana, Lear, Rekow, Peraza, Ligertwood, Baker, Murgen, Vilato, Rolie | 5:01    |  |
| 6.  | "Oxun (Oshun)"                         | Santana, Ligertwood, Rolie, Lear, Peraza, Rekow, Vilato                | 4:14    |  |
| 7.  | "Body Surfing"                         | Santana, Ligertwood                                                    | 4:24    |  |
| 8.  | "What Does It Take (to Win Your Love)" | Bristol, Bullock, Fuqua                                                | 3:24    |  |
| 9.  | "Let Me Inside"                        | Santana, Solberg                                                       | 3:32    |  |
| 10. | "Warrior"                              | Margen, Baker, Ligertwood, Santana                                     | 4:21    |  |
| 11. | "Shangó"                               | Rekow, Vilato, Peraza                                                  | 1:44    |  |

## Paradas
Alguns singles do álbum figuraram na Billboard:
| Ano  | Single               | Chart              | Posição |
| ---- | -------------------- | ------------------ | ------- |
| 1982 | "Hold On"            | Adult Contemporary | 34      |
| 1982 | "Hold On"            | Mainstream Rock    | 17      |
| 1982 | "Hold On"            | Pop Singles        | 15      |
| 1982 | "Night Hunting Time" | Mainstream Rock    | 34      |
| 1982 | "Nowhere To Run"     | Mainstream Rock    | 13      |
| 1982 | "Nowhere To Run"     | Pop Singles        | 66      |

| Críticas profissionais                                                      | Críticas profissionais |
| Avaliações da crítica                                                       | Avaliações da crítica  |
| Fonte                                                                       | Avaliação              |
| --------------------------------------------------------------------------- | ---------------------- |
| allmusic                                                                    | [ 3 ]                  |
| Rolling Stone                                                               | (sem avaliação)        |
| Esta tabela precisa de ser acompanhada por texto em prosa. Consulte o guia. |                        |